# Pleurotopsis
Pleurotopsis is een geslacht van vlinders van de familie sikkelmotten (Oecophoridae), uit de onderfamilie Oecophorinae.

## Soorten
- P. jordanella Amsel, 1955
- P. pygmaeella Amsel, 1959